# Gervon Dexter
Gervon Dexter Sr. (Lake Wales, Florida; 5 de octubre de 2001) más conocido como Gervon Dexter, es un jugador profesional estadounidense de fútbol americano, se desempeña en la posición de defensive tackle en Chicago Bears, en la National Football League (NFL).

## Carrera
Hizo su debut profesional con el equipo Chicago Bears, lleva jugando una temporada, comenzó en el 2023.